# Spilopteron occiputale
Spilopteron occiputale är en stekelart som först beskrevs av Cresson 1869.  Spilopteron occiputale ingår i släktet Spilopteron och familjen brokparasitsteklar. Inga underarter finns listade i Catalogue of Life.